# سرخاب‌سرها
سرخاب‌سرها یا گنجشک‌های یخ‌دربهشت یا فودی‌ها (نام علمی: Foudia) نام یک سرده از تیره مرغ جولا است.

## گونه‌ها
- گنجشک یخ‌دربهشت سرخ Foudia madagascariensis
- گنجشک یخ‌دربهشت سرسرخ Foudia eminentissima
- گنجشک یخ‌دربهشت آلدابرا، Foudia (eminentissima) aldabrana
- گنجشک یخ‌دربهشت جنگلی، Foudia omissa
- گنجشک یخ‌دربهشت موریس، Foudia rubra
- گنجشک یخ‌دربهشت سیشل، Foudia sechellarum
- گنجشک یخ‌دربهشت رودریگز، Foudia flavicans